# Vizsgáló telefon
A vizsgáló telefon egy olyan telefonkészülék, mely alkalmas a telefontechnikában vizsgálatra.

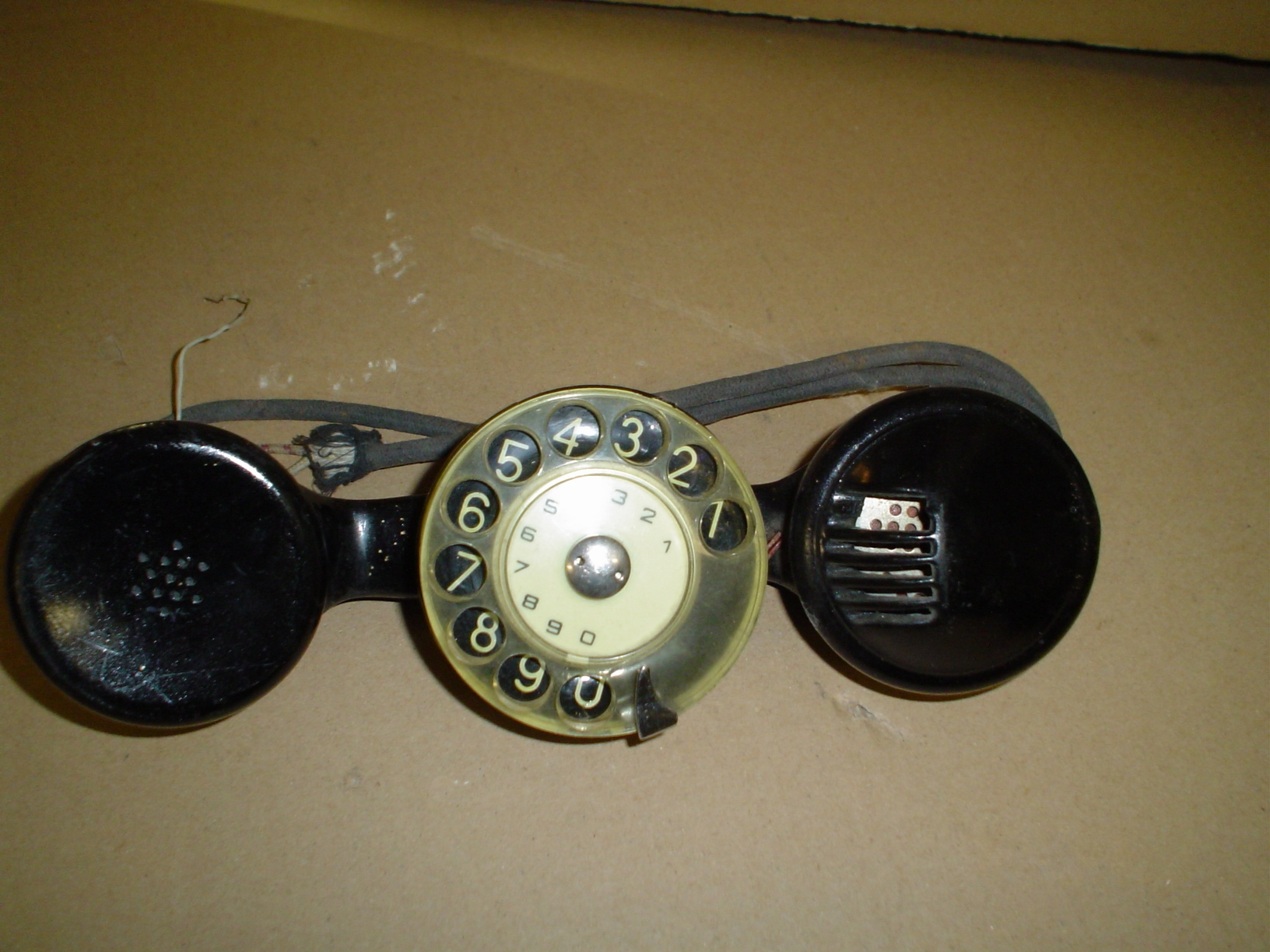
Tárcsás vizsgáló egy CB 35-ös készülék kézibeszélőjéből

A telefontechnika sokszínűsége miatt sokféle készülék volt-van használatban.
Az LB (helyi mikrofontáplálású) vonalak esetén a készülékek a tábori készülékekhez hasonlítanak. Hordozható kivitelben készültek, vállszíjjal vagy fogantyúval rendszerint egy bőrtáskába beépítve. Ebből is 2 fajta volt, szűrő nélküli és szűrős. A szűrő nélküliek az egyszerű fizikai vonalak vizsgálatára, a szűrősek a csatornázott vonalakra voltak kifejlesztve.
A CB (központi mikrofontáplálású) készülék gyakran csak egy kézibeszélő (a közvélemény kagylónak ismeri), melyre gyakran tárcsát is szereltek. A megfelelő pontokra csak csatlakozni kellett, a mikrofontáplálás ellenőrizhető volt a szokásos mikrofonba való fújással. Ha volt tárcsahang, tárcsázni is lehetett. Lehetőség szerint szolgálati vonalak voltak kiépítve az oszlopokon, kábeleken és másutt is, a kapcsolat létrehozása nem valaki számlaterhére történt.
A vonalas műszerészek kezelői telefont is szoktak használni (más csatlakozással), mert az oszlop tetején vagy lenn a kábelaknában mindig jól jött, ha van beszédkapcsolat és mindkét kéz szabad.
Az újabban használt készülékekben külön frekvenciaadó is van egy adott vezeték másik végének az azonosítása céljából.

## Fordítás
Ez a szócikk részben vagy egészben  a   Riparista telefono című eszperantó Wikipédia-szócikk fordításán alapul.  Az eredeti cikk szerkesztőit annak laptörténete sorolja fel. Ez a jelzés csupán a megfogalmazás eredetét és a szerzői jogokat jelzi, nem szolgál a cikkben szereplő információk forrásmegjelöléseként.